# Comuna Rohizno, Iavoriv
Rohizno (în ucraineană Рогізно) este o comună în raionul Iavoriv, regiunea Liov, Ucraina, formată din satele Cerciîk, Dernakî, Oselea și Rohizno (reședința).

## Demografie
Componența lingvistică a comunei Rohizno
     Ucraineană (99,76%)
     Alte limbi (0,21%)
Conform recensământului din 2001, majoritatea populației comunei Rohizno era vorbitoare de ucraineană (99,76%), existând în minoritate și vorbitori de alte limbi.